# Diploknema
Diploknema é um género botânico pertencente à família Sapotaceae.